# 狩猟採集社会
狩猟採集社会（しゅりょうさいしゅうしゃかい）とは、主に人類学上の言葉で、野生の動植物の狩猟や採集を生活の基盤とする社会のことである。
基本的には、現生人類を含む全ての人類は、農耕が開始された新石器時代までは、狩猟採集社会だったと考えられている。

## 概要
狩猟採集民は基本的には定住せず遊動生活を行った。古い時代の集団の中には移動生活を続けられる限り移動を行い、現生人類の拡散が起きた結果、地球上全ての地域に狩猟採集社会が存在している（北極圏から熱帯雨林、砂漠にいたるまで）。
19世紀から20世紀にかけては、社会進化論に基づいて狩猟採集社会から農耕社会という「進化」を世界的に適用し、狩猟採集社会が農耕社会に劣っているとする論者もいたが、これは本来自文化中心主義的な理論でしかない。これまでの研究の蓄積によって、アジアの狩猟採集社会のように、民族間の政治生態学的な権力関係の中で狩猟採集に分業した場合や、そもそも歴史的に栽培植物や家畜と縁がなくて、農耕や牧畜という生業形態に移行しなかった場合があることがわかっている。そして歴史的にもほぼ全ての狩猟採集社会は周辺の農耕社会と交易などによって結ばれた社会なのである。
狩猟採集社会の社会構造は多様である。ある社会には首長が存在し、そのような存在が確認されない社会もある。一般的に見て首長に権力は存在しない。首長が権力を持とうとするのを妨げる集団世論が働いているのである（ピエール・クラストル『国家に抗する社会』参照）。ただし戦時下においては一人の人間（指導者）に権力が集中する場合がある。
以前は「厳しい食料事情によって余剰食物が出ることは稀」とされていたが（生存経済）、民族誌の蓄積により、彼らは生存に必要な量の倍の食料を生産できるにもかかわらず、また原始農耕よりも労働時間が少ない過小生産傾向によって、余暇を生みだし生活していることが判明している。専門的な指導者や役人や職人といった人たちは滅多にいないが、ジェンダーによる作業の分離などは行なわれている。
現在、農耕社会と狩猟採集社会の境界線は明確ではない。多くの狩猟採集民は、食料となる植物を増やすために、森林の植物を伐採したり、焼いたりといった伝統的な方法を持っている（半栽培）。また、現代においては定住化政策によって自給できなくなった分を配給によって獲得していたり、農耕民の手伝いをすることを通して食料を獲得している。

## 平等主義社会幻想
アフリカの狩猟採集民ブッシュマンやピグミーには広汎な分配な習慣が認められてきた。彼らは食料を獲得してから消費するまで何度も何度も分配が繰りかえされる。この様式を支えているのはマーシャル・サーリンズが指摘した一般的互酬性の原則であるが、彼らの中で生じる分配は権威を発生させるものではない。ブッシュマンのサンの場合、優秀なハンターは大量に捕獲した後は狩りにでないようにし供給そのものを減らし、分配される側にまわる。さらにハンターや獲物の所有者に対して節制が求められ、分配による威信獲得の機会を縮小される。また互いに矢を交換することで、獲得した獲物の所有者を分散させている。つまり、サーリンズが指摘したような、所有に対する欲望がないから平等な分配が起きているのではなく、日常の中から常に威信を平準化するプロセスが働くことで平等な関係が達成されている。

## ワイルドヤム問題
中央アフリカの狩猟採集民ピグミーは熱帯雨林地帯の自然環境に強く依存しているのと同時に、バントゥー系の隣接農耕民と歴史的に密接な協力関係にある。以前はピグミーたちは、この地域の多数派を占める農耕民が西アフリカのサバンナ地帯から森林に移入する以前の先住民だと考えられていたが、1980年代後半から、こうした「狩猟採集民＝先住民説」に疑問が呈されるようになった。その根拠として以下のことが挙げられている。
1. 現在の熱帯雨林の狩猟採集民はすべて周辺の農耕民との間の交換や自身の農耕活動によって入手した農作物に食生活のかなりの部分を依存していること
2. 過去にも純粋な狩猟採集民が熱帯雨林の中で生活していたことを示す考古学的証拠が発見されていないこと
3. 熱帯雨林のなかには人間の生存を支えるに足る十分な食物基盤がなく、とくに果実が入手できない乾季にはエネルギー源が極端に不足すること

「熱帯雨林の狩猟採集生活というのは、焼畑農耕民による半定住的な生活を基盤にしなければ成り立たず、ピグミーは先住民ではないのではないのか？」というのがワイルドヤム問題である。
ただしこれらの疑問は野生ヤムの分布などの間接証拠に依存していたとし、食料が不足するとされた乾期における実証研究が行われたところ、熱帯雨林において農耕に依存しない狩猟採集生活が可能であるということが示唆された。